# Harrison Stickle
Harrison Stickle är ett berg i Storbritannien.   Det ligger i grevskapet Cumbria och riksdelen England, i den centrala delen av landet, 400 km nordväst om huvudstaden London. Toppen på Harrison Stickle är 736 meter över havet, eller 58 meter över den omgivande terrängen. Bredden vid basen är 1,2 km. Harrison Stickle ingår i Cumbrian Mountains.
Terrängen runt Harrison Stickle är huvudsakligen kuperad.Runt Harrison Stickle är det ganska tätbefolkat, med 60 invånare per kvadratkilometer. Närmaste större samhälle är Ambleside, 10,0 km öster om Harrison Stickle. Trakten runt Harrison Stickle består i huvudsak av gräsmarker.